# Chérencé-le-Héron
Chérencé-le-Héron é uma comuna francesa na região administrativa da Normandia, no departamento Mancha. Estende-se por uma área de 9,57 km². Em 2010 a comuna tinha 425 habitantes (densidade: 44,4 hab./km²).